# Hans Strand (Fotograf)
Hans Strand (* 29. November 1955 in Marmaverken, Gemeinde Söderhamn) ist ein schwedischer Natur- und Landschaftsfotograf.

## Leben
Nach einer neunjährigen Karriere im Maschinenbau wechselte der studierte Maschinenbauingenieur zur Landschaftsfotografie. Im Februar 1981 kaufte er seine erste Kamera während einer Klassenfahrt nach Kalifornien. Er war damals 25 Jahre alt und nahm seine ersten Filme im Yosemite-Nationalpark auf. Mittlerweile ist Hans Strand einer der bekanntesten Landschaftsfotografen Europas. Er fotografiert vorwiegend im Mittelformat mit Hasselblad-Kameras.  
Abgesehen von der Fotografie hat er eine große Leidenschaft für klassische Musik, und er ist ein Liebhaber von Burgunderweinen. Strand lebt in Hägersten, einem südlichen Vorort von Stockholm.

## Werk
Strands Bilder wurden in namhaften internationalen Foto-Wettbewerben ausgezeichnet, darunter dem Hasselblad Master Award 2008. Seine Fotos werden in renommierten Magazinen und Büchern veröffentlicht und in Ausstellungen präsentiert. Zudem ist er Autor von mehreren Bildbänden.
Insbesondere seine Luftbild-Aufnahmen von der Insel Island haben ihn bekannt gemacht. Seit 1995 hat er Island immer wieder besucht. Das Ergebnis seiner Fotoreisen ist im großformatigen Bildband Island festgehalten, der 2018 erschien.
Merkmale seines Bildstils sind das Streben nach technischer Perfektion und die Faszination für sich wiederholende Muster und Ordnung. Als Jugendlicher hat Hans Strand viel gemalt. Es finden sich in seinen Fotos Spuren expressionistischer Landschaftsmaler. Er sucht bei seinen Aufnahmen in erster Linie nach interessanten Kompositionen. Gutes Licht ist für ihn wichtig, aber in geringerem Maße als die Komposition.
Bei seinen Landschaftsaufnahmen legt er viel Wert auf die Gestaltung des Bildvordergrunds, damit sich dieser vom Rest der Szene abhebt. Es ist ihm wichtig, dass alles im Fokus ist, damit jedes Detail gesehen werden kann. Auch in seinen Luftaufnahmen sucht er nach Details.
Wenn er abstrakte Detailaufnahmen erstellt, komponiert er die Aufnahme sorgfältig. Er vermeidet starke optische Elemente in den Ecken, die das Auge ablenken könnten, und sucht stattdessen nach kurzen diagonalen Linien, um den Bildausschnitt zu stabilisieren.
Bei der Bearbeitung seiner Fotos handelt Hans Strand nach dem Motto „weniger Nachbearbeitung ist besser als mehr“.
Manmade Land ist der Titel seiner jüngsten Projekte. Sie zeigen über großformatige Luftaufnahmen den Einfluss des Menschen auf die Naturlandschaften der Erde. Bei genauerem Betrachten der Fotos wird offensichtlich, dass die Zerstörung der Natur durch den Menschen eher die Regel als die Ausnahme geworden ist.

## Veröffentlichungen (Auswahl)
- Mit Bård Løken und Hans-Joachim Spitzenberger: Skandinavien: Poesie des Nordens. Frederking & Thaler Verlag, München 2024, ISBN 978-3-95416-430-1.
- Aqua. Kozu Books, Bath (UK) 2023.
- Beyond Landscape. Kozu Books, Bath (UK) 2021.
- Island. Frederking & Thaler Verlag, München 2018, ISBN 978-3-95416-251-2.
- Mit Chad Ehlers: Schweden. Bonnier Fakta, Stockholm 2016, ISBN 978-91-74243-45-1.
- Intimate 1. Triplekite Publishing (2015), ISBN 09-932-5891-3.
- Iceland – above & below. Triplekite Publishing (2014), ISBN 09-576-3458-7.
- Mit Lage Larsson: Året runt: naturen, vädret & de svenska årstiderna. Bokförlaget Max Ström, Stockholm 2012, ISBN 978-91-71262-06-6.
- Mit Gabriela Staebler, Norbert Rosing und Carsten Peter: On Location – Die Welt der Naturfotografie. National Geographic Deutschland, München 2011, ISBN 978-3-86690-239-8.

## Auszeichnungen (Auswahl)
- 2024: Neutral Density Awards (ND Awards)[10]
- 2015: Wildlife Photographer of the Year[11]
- 2015: PX3 prix de la photographie, Paris[12]
- 2014: International Landscape Photographer of the Year[13]
- 2014: Monochrome Awards.[14]
- 2012: PX3 prix de la photographie, Paris[15]
- 2011: Nordic Nature Photo Contest[16]
- 2010: European Wildlife Photographer of the Year[17]
- 2008: Hasselblad Master Award[18]
- 2003: Nordic Nature Photographer of the Year[19]
- 2001: European Nature Photographer of the Year.[19]
- 2001: BG-Wildlife Photographer of the Year.[19]
- 2000: BG-Wildlife Photographer of the Year.[19]